# William Hilliard
Le colonel William Hilliard était un officier anglais et l'un des premiers planteurs de sucre sur l'île de la Barbade au milieu du XVIIe siècle. Il était membre du conseil de la colonie.
L'inventaire de ses propriétés, rapporte par le voyageur Richard Ligon était le reflet de l'émergence, après 1637, des plantations de sucre, consommatrices de terres, qui déclencha une spéculation immobilière. Le colonel Hilliard, qui avait payé 400 livres sa plantation de sucre en 1642, revend la moitié à Thomas Modyford pour 7 000 sterling en 1647, raconte l'historien Paul Butel, dans La Caraïbe au temps des flibustiers.
Le colonel, appelé aussi major, détenait 96 esclaves noirs. Sa plantation de 500 acres consacrait 200 acres au sucre et 80 acres au pâturages pour ses douze chevaux, 30 au tabac et 30 au coton. Les documents font état d'esclaves amérindiens.
Il avait des contacts avec la colonie de Pernambouc, et fit partie des premiers planteurs, précédé dès 1639 par James Holdip, avec James Drax, Sir Peter Leare, et Sir John Yeamans et Sir John Colleton. Revenu en Angleterre, il tenta de conseiller les parlementaires sur la meilleure façon de réintégrer la Barbade dans la République.
Sa fille Meliora a épousé un associé de son père, Ferdinando Gorges un anglais de Bristol mais originaire de Normandie, qui fut lui aussi planteur de sucre sur l'île et fut propriétaires d'actions de la Royal African Company, pour un millier de sterling, et du château d'Eye Manor, à six miles de Leominster au Royaume-Uni, racheté en 1673.